# Marc Giraud (écrivain)
Pour les articles homonymes, voir Marc Giraud et Giraud.
Marc Giraud, né le 12 août 1955 à Saint-Cloud, est un naturaliste, écrivain spécialisé en zoologie, illustrateur, animateur télé, chroniqueur radio et conférencier français,.

## Biographie
Auteur d’une cinquantaine de livres sur la nature, Marc Giraud a pour spécialité la vulgarisation scientifique sur la nature de proximité, les mœurs surprenantes des animaux et la vie insoupçonnée des végétaux,,.
Sa marque de fabrique est l’humour et la clarté du langage, qui lui permettent de transmettre des connaissances parfois pointues à un large public.
Marc Giraud est directeur de deux collections aux éditions Delachaux et Niestlé : La nature en bord de chemin et Reconnaître facilement les animaux.
Avant le développement d’Internet, il a été en France un pionnier des vidéos naturalistes prises sur le terrain.
Défenseur actif de l'environnement et des animaux sauvages, il est bénévole à l'Association pour la protection des animaux sauvages.
Jacques Perrin disait de lui dans l'ouvrage « Big Five» : « Par son approche à la fois littéraire et scientifique, où l’humour est l’ingrédient déterminant, Marc Giraud retisse les liens perdus avec l’ensemble du vivant. La science ouvre des horizons inconnus que la fiction s’empresse d’explorer. Jacques Perrin ».

## Illustrateur
À la fin des années 1970, il réalise des dessins pour la presse, l’édition scientifique et destinée à la jeunesse. Il s’est notamment initié à l’aquarelle naturaliste avec l’illustrateur Gilles Bachelet.
Il a de même collaboré à l'illustration des magazines Terre sauvage, Science et vie, Forêts, Grands Reportages, Jeunes Années, L’Univers du vivant, La Recherche, ainsi que de ses propres ouvrages comme Darwin c’est tout bête ! Mille et une histoires d’animaux pour comprendre l’évolution chez Robert Laffont ou Bêtes de sexe chez Delachaux et Niestlé..

## Émissions de radio
Marc Giraud commence des chroniques radio régulières sur France Info aux côtés de Nathalie Fontrel avec les séries « Drôle d’animal » dans « Planète Environnement » et « Planète mer », les étés 2006 à 2008. En 2009, il assurera seul des chroniques sur les cris des animaux, « Murmure animal », sur France Info, où il révèle les chants des poissons, les tambourinements des araignées ou le miaulement d’amour du lynx.
Sur France Inter, il assure des chroniques hebdomadaires dans l’émission Vivre avec les bêtes avec Fabienne Chauvière et la philosophe Élisabeth de Fontenay, puis avec Allain Bougrain-Dubourg.
En 2015, RTL l’engage pour des chroniques animalières estivales dans « GPS » (Guillon prend le soleil) aux côtés de Bruno Guillon, Christina Guilloton, Jean-Sébastien Petit Demange et Laurent Marsick,.
À partir de 2016, RTL lui confie des chroniques animalières hebdomadaires dans À la bonne heure aux côtés de Stéphane Bern et Patrice Carmouze.
Sur Bel RTL à partir de 2018, Marc Giraud anime des chroniques animalières quotidiennes dans « Questions bêtes » avec Bérénice Bourgueil.
Depuis 2021, il assure des chroniques animalières tous les samedis et dimanches à 7h15 sur Europe 1 dans « Europe Matin Week-end » avec sa complice Bérénice Bourgueil ainsi que la chroniqueuse Vanessa Zhâ.
Été 2021, il rejoint sur Europe 1 en tant que chroniqueur animalier, l’émission « C’est arrivé près de chez vous » le samedi de 16h à 18h avec Bérénice Bourgueil, ainsi que Mathilde Tinthoin, Laurent Barat et Roland Perez. L’émission est arrêtée en juin 2023.

## Télévision
Découvert par Christophe Dechavanne, qui l’engage en 1993 comme chroniqueur animalier dans « Coucou c’est nous » sur TF1 puis dans « Coucou nous revoilou » jusqu’en 1995.
De 1999 à 2002, il assure des chroniques animalières sur FR3 dans l’émission « Pourquoi, Comment ? » aux côtés de Sylvain Augier et Nathalie Simon.
Après différentes autres émissions de plateau, Marc Giraud développe un genre nouveau en France : les découvertes nature sur le terrain. Il signe pour trois séries de documentaires de 26 minutes pour la Chaîne « Animaux », où il dessine et fait découvrir au public la faune de proximité : de 2002 à 2006, il écrit et anime « Ça se passe près de chez vous », puis « La nature à votre porte » et enfin « La France sauvage ».
Le titre « La France sauvage » est repris en 2012 par Gédéon Programmes pour la chaîne Arte. Marc Giraud est l’auteur des dix épisodes de « La France sauvage », ses commentaires sont lus par l’actrice Sophie Marceau.
Il intervient également régulièrement sur différentes chaînes de télévision en tant qu’expert animalier,.
L’épisode « La forêt des Vosges » de la série « La France sauvage » obtient le prix des clubs CPN (Connaître et protéger la nature) & Nature et découvertes pour ses qualités pédagogiques au festival international du film de Ménigoute,. Les épisodes « La Bretagne, entre falaises et océan » et « La Bourgogne, les secrets du bocage » obtiennent chacun les Mentions spéciales (Honorable mention for Cinematography) au CINE, International Wildlife Fim Festival dans le Montana, aux États-Unis.
En 2022, Marc Giraud est appelé par Yann Arthus-Bertrand pour mettre sa patte sur les commentaires du documentaire VIVANT (Hope Production), co-écrit avec le naturaliste Rémi Dupouy et la monteuse Laurence Buchmann. Première diffusion le 23 mai 2023 sur France 2.
L’auteur naturaliste est régulièrement appelé comme script doctor pour collaborer à l’écriture de documentaires diffusés sur Arte : Homo animalis (réalisation Jacques Mitsch), Bornéo la forêt miraculée (réalisation Dominique Hennequin)…

## Publications
- Observer les animaux, œil de lynx et ruses de Sioux, Gallimard jeunesse 1997[25].  (ISBN 2-07-050733-5).
- Insectes et petites bêtes, Nathan 1999 (ISBN 2-09-270007-5) édité erroné.
- Du loup au chien, Hachette 2001  (ISBN 2-01-265520-3).
- Phoques et otaries, Hachette 2001  (ISBN 2-01-265519-X).
- Guide d’identification des animaux sauvages, Aspas 2002 (préfacé par Bernard Clavel).
- Sur les traces des félins, Fleurus 2004  (ISBN 2-215-05270-8).
- Observer les animaux en hiver, Aspas 2004.
- Sous l’œil des rapaces, Fleurus 2006  (ISBN 2-215-05329-1).
- Calme plat chez les soles, Robert Laffont 2007, Premier Prix Nausicaa 2010  (ISBN 978-2-221-10620-4).
- Objectif Campagne, Delachaux et Niestlé 2009  (ISBN 978-2-603-01599-5).
- Darwin, c’est tout bête, Robert Laffont 2009  (ISBN 978-2-221-11061-4).
- 50 astuces pour attirer les animaux, Milan jeunesse 2010  (ISBN 978-2-7459-4289-0).
- La France sauvage, La Martinière 2011  (ISBN 978-2-7324-4516-8).
- Week-end à la Campagne, Delachaux et Niestlé 2011  (ISBN 978-2-603-01781-4).
- La coccinelle, Milan jeunesse 2012  (ISBN 978-2-7459-5828-0).
- Les petites bêtes, Milan jeunesse 2013  (ISBN 978-2-7459-5838-9).
- Le Kama-sutra des demoiselles, Robert Laffont 2005 et 2013  (ISBN 978-2-221-13629-4).
- La nature en bord de chemin, photos Fabrice Cahez et Marc Giraud, Delachaux et Niestlé 2013  (ISBN 978-2-286-08566-7).
- Super Bestiaire, Robert Laffont 2013  (ISBN 978-2-221-11405-6).
- Les poneys, Milan jeunesse 2014  (ISBN 978-2-7459-6288-1).
- Safari dans la bouse, Delachaux et Niestlé 2014  (ISBN 978-2-603-02054-8).
- Comment se promener dans les bois sans se faire tirer dessus, Allary Éditions 2014, Poche Marabout 2016  (ISBN 978-2-298-10669-5).
- Les animaux en bord de chemin, Delachaux et Niestlé 2015  (ISBN 978-2-298-10669-5).
- Campagne, l’alternative ! (collectif), Libre & Solidaire 2016
- La vie rêvée des morpions, Delachaux et Niestlé 2016  (ISBN 978-2-603-02214-6).
- Le sex-appeal du crocodile, Delachaux et Niestlé 2016  (ISBN 978-2-603-02422-5).
- Zelda l’abeille vole à l’envers avec Mymi Doinet, illustrations Coralie Vallageas, Belin Jeunesse 2016.
- La nature au fil des saisons, illustrations François Desbordes et Gilles Macagno, Allary Éditions 2016  (ISBN 978-2-37073-102-9).
- Fleurs et arbres en bord de chemin, Delachaux et Niestlé 2017  (ISBN 978-2-298-14002-6).
- 50 histoires d’animaux pour comprendre Darwin, Librio 2017  (ISBN 978-2-290-13712-3).
- La petite bergère des loups, avec Mymi Doinet, illustrations Coralie Vallageas, Jeunesse 2017.
- Affreux, sales et marrants, illustrations Roland Garrigue, Delachaux et Niestlé 2018.
- Des Kangourous dans mon jardin. Comment la nature change, Pourquoi nous devons lui faire confiance, avec Georges Feterman, Dunod 2018  (ISBN 978-2-10-077328-2).
- Big Five, Le retour des grands animaux sauvages (préface de Jacques Perrin), Delachaux et Niestlé 2018  (ISBN 978-2-603-02592-5)
- Félins, illustrations Florence Dellerie, Hachette Enfants, 2017 et 2019. (ISBN 978-2-01-707471-7)
- Les Insectes en bord de chemin (avec Monique Berger, Vincent Albouy et François Lasserre), Delachaux et Niestlé 2019 (ISBN 978-2603-02558-1).
- Le bonheur est dans la nature. Les conseils d’un naturaliste pour vivre mieux, illustrations Mélanie Crequer, Delachaux et Niestlé 2019. (ISBN 978-2-603-02555-0).
- La vie extraordinaire des animaux qui nous entourent. Secrets et révélations de nos amies les bêtes, Pocket 2019  (ISBN 978-2-266-28980-1).
- La nature en bord de mer, Photographies Sonia Dourlot, Delachaux et Niestlé 2020.
- Mille milliards de microbes. Virus, bactéries et autres minuscules alliés, 128 pages, Delachaux et niestlé 2021.
- Paysages de France en bord de chemin, 256 pages, Delachaux et niestlé 2021.
- Qui veut la peau des écolos - Enquête sur les dessous de l'écolobashing", avec Danièle Boone, 204 pages, éditions Double ponctuation 2021  (ISBN 978-2-490855-17-9).
- La nature au bord de l’eau, Delachaux et Niestlé 2022,  (ISBN 978-2-603-02877-3).
- Reconnaître facilement les animaux, illustrations Florence Dellerie, Delachaux et Niestlé 2023  (ISBN 978-2-603-03010-3).
- Bêtes de sexe, la diversité amoureuse des humains et des autres animaux, préface Benoit Grison, illustrations Marc Giraud, Delachaux et Niestlé 2023,  (ISBN 978-2-603-02873-5).
- La forêt en bord de chemin, Delachaux et Niestlé 2024  (ISBN 978-2-603-03019-6).
- Reconnaître facilement les insectes, avec Vincent Albouy, illustrations Florence Dellerie, Delachaux et Niestlé 2024  (ISBN 978-2-603-03117-9).

## Activités associatives
Membre des JNE (Journalistes pour la nature et l’écologie), et de l’AJSPI (association des journalistes scientifiques de la presse d’information).
Administrateur de Crow Life (Centre de Recherche et Protection des Corvidés).
Il a été pendant plusieurs années administrateur chez les JNE, de la Station d’Observation et de Protection des TOrtues et de leurs Milieux (SOPTOM) et de la Ligue pour la protection des oiseaux (LPO) nationale.
Conseiller scientifique pour Les rémiges noires, centre de soin spécialisé dans les martinets noirs créé par Céline Amirault.